# 天主教利瓦諾–翁達教區
天主教利瓦諾–翁達教區（拉丁語：Dioecesis Libana-Hondana）是哥倫比亞一個羅馬天主教教區，屬伊瓦格總教區。
教區成立於1989年7月8日，位於托利馬省北部。2004年有教友250,000人，佔轄區總人口83.3%。教區下轄廿九個堂區，有四十四名司鐸。現任教區主教為若瑟·彌額爾·戈麥斯·羅德里格斯。